# Lygnern
Lygnern ist ein schmaler See, der auf dem Gebiet der schwedischen Gemeinden Kungsbacka und Mark liegt. Er erstreckt sich von Fjärås bis Sätila.
Der See hat eine Größe von 33 km² und ist damit der größte See Hallands, obwohl nur die Hälfte der Fläche in Halland liegt. Die Randmoräne Fjärås Bräcka staut den 18 Kilometer langen und 45 Meter tiefen See auf ein Niveau von 15 Meter über dem Meeresspiegel (m ö.h.).
Der See wird vom Rolfsån zum Kungsbackafjorden entwässert. Bademöglichkeiten gibt es in Fjärås und in Sätila sowie an anderen Stellen rund um den See. Angeln ist im See möglich, wobei Flussbarsch und Forelle gefangen werden.
Von Fjärås Bräcka wird Kungsbacka mit Trinkwasser versorgt. Das Rohwasser aus dem See wird gefiltert und mit Grundwasser vermischt.
In der Vergangenheit besaß Statens Järnvägar eine Kiesgrube in Fjärås Bräcka. Eine 2,8 km lange eingleisige Bahnstrecke führte zum Bahnhof Fjärås an der Västkustbana. Die Strecke wurde am 1. August 1979 stillgelegt.
Früher bediente das Dampfschiff ISA mit täglichen Touren verschiedene Anlegestellen am See. Seit 2012 fährt ein neues Elektroschiff, die ISA af Lygnern, Touristenrundfahrten.